# Hermann Lwowski
Hermann Lwowski (* 31. Mai 1877 in Halle (Saale); † 17. Mai 1952 in Bad Pyrmont) war ein deutscher Maschinenbau-Ingenieur.
Lwowski, Sohn des Maschinenfabrikanten Victor Lwowski und Bruder Walter Lwowskis, studierte Maschinenbau an der Technischen Hochschule (Berlin-)Charlottenburg.
Nach einer Tätigkeit als Konstrukteur bei der Kölner Maschinenbau-AG war Lwowski bei den Borsig-Werken in Berlin als Ingenieur angestellt. 1907 wurde er leitender Oberingenieur der Steinkohlen-Bergwerke der Hugo Stinnes GmbH im Ruhrgebiet. Bis zum Eintritt in den Ruhestand 1936 stieg er zum Bergwerksdirektor der Stinneszechen auf.
Im Ruhr-Bezirksverein wie auch im hannoverschen Bezirksverein des Vereins Deutscher Ingenieure (VDI) war Lwowski langjähriges Vorstandsmitglied und seit 1907 Vorsitzender. Im Gesamtverein war er von 1930 bis zum 9. Mai 1933 Vorstandsmitglied.